# Richard Bordowski
Richard Bordowski (ur. 20 czerwca 1982) – czeski hokeista.

## Kariera
- HC Nový Jičín (1988–1995)
- HC Oceláři Trzyniec (2002–2006)
- HC Slezan Opava (2003)
- HC Ołomuniec (2004)
- HC Prostějov (2006)
- HC Hawierzów (2006)
- Orli Znojmo (2006)
- HC Ołomuniec (2006–2010)
- Orli Znojmo (2008)
- HC Prostějov (2009)
- JKH GKS Jastrzębie (2010–2016)
- Polonia Bytom (2016-2017)
- JKH GKS Jastrzębie (2017-2018)
- Basingstoke Bison (2018-2020)
- HK Nový Jičín (2020-)

Zawodnik ma polskie korzenie (babcia hokeisty urodziła się w Polsce) i w Polskiej Lidze Hokejowej był traktowany jako gracz krajowy. W lutym 2012 podpisał nowy, trzyletni kontrakt z jastrzębskim klubem. Odszedł z klubu w marcu 2016. Od kwietnia 2016 zawodnik Polonii Bytom. Od listopada 2017 był ponownie zawodnikiem JKH. W czerwcu 2018 poinformowano o jego odejściu z tego klubu. Pod koniec lipca 2018 został zawodnikiem angielskiego klubu Basingstoke Bison. W połowie 2020 odszedł z klubu. Od sierpnia 2020 zawodnik HK Nový Jičín.
W trakcie kariery w Polsce zyskał pseudonimy Bordziak, Bordo.

## Sukcesy
- Puchar Polski: 2012 z JKH GKS Jastrzębie
- Srebrny medal mistrzostw Polski: 2013, 2015 z JKH GKS Jastrzębie
- Brązowy medal mistrzostw Polski: 2014 z JKH GKS Jastrzębie, 2017 z Polonią Bytom